# Unterlandstraße 2 (Biberach)

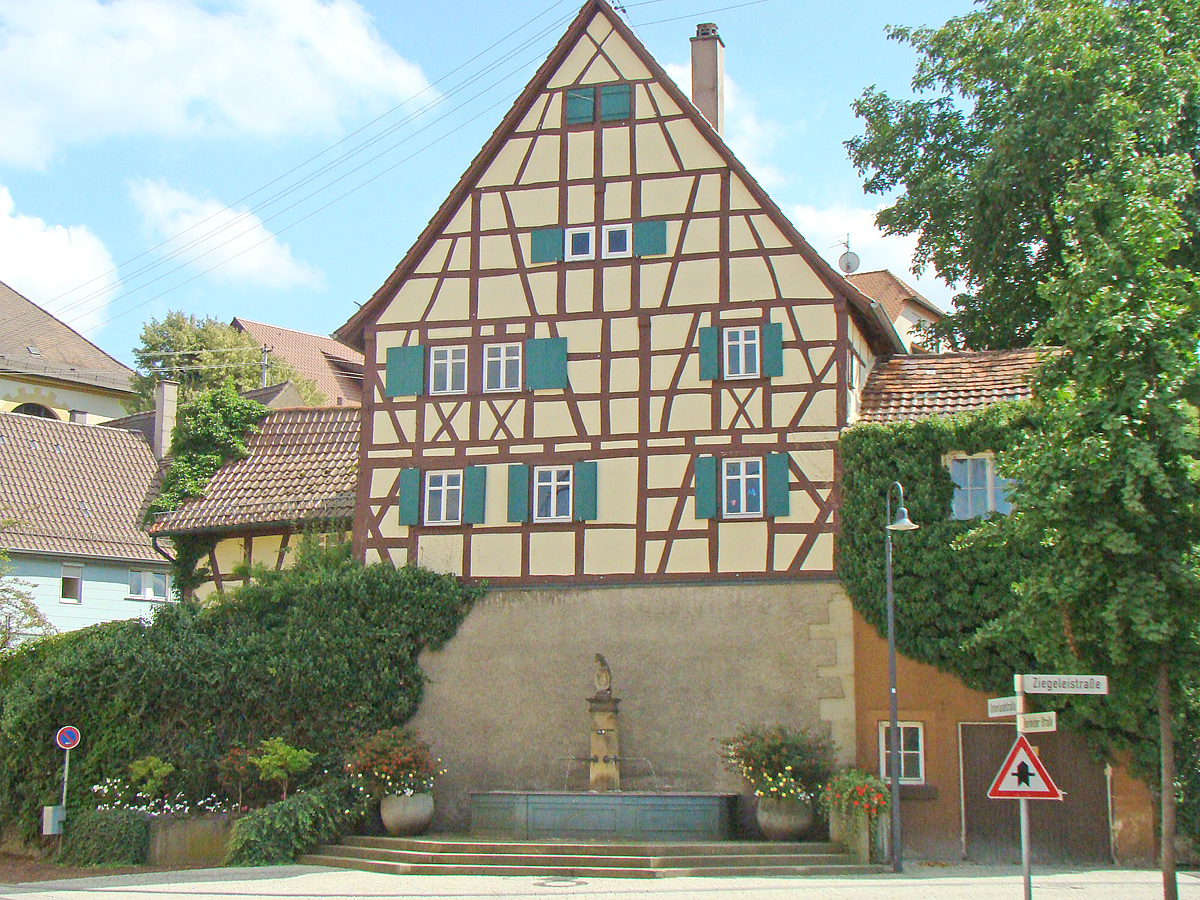
Unterlandstraße 2 in Biberach

Das Wohnhaus Unterlandstraße 2 im Heilbronner Stadtteil Biberach ist ein privater Profanbau. Das denkmalgeschützte Gebäude gilt als Kulturdenkmal.
Das Gebäude ist ein zweigeschossiger unverputzter Fachwerkbau aus der zweiten Hälfte des 18. Jahrhunderts, der auf einem hohen, gemauerten Keller aus dem Jahre 1580 ruht. An der Giebelseite des Hauses befindet sich der Biberbrunnen.